# UCI Asia Tour 2016
Navigation
Édition précédente Édition suivante
L'UCI Asia Tour 2016 est la douzième édition de l'UCI Asia Tour, l'un des cinq circuits continentaux de cyclisme de l'Union cycliste internationale. Il est composé de 28 compétitions organisées du 20 janvier au 23 octobre 2016 en Asie.
Le sprinteur britannique Mark Cavendish remporte le classement général individuel, et l'équipe cycliste Pishgaman Giant le classement par équipes.

## Calendrier des épreuves

### Janvier
| Date | Course                                         | Pays  | Classe | Vainqueur             | Équipe                               |
| ---- | ---------------------------------------------- | ----- | ------ | --------------------- | ------------------------------------ |
| 20   | Championnat d'Asie du contre-la-montre espoirs | Japon | CC     | Maral-Erdene Batmunkh | Équipe nationale de Mongolie espoirs |
| 21   | Championnat d'Asie du contre-la-montre         | Japon | CC     | Cheung King Lok       | Équipe nationale de Hong Kong        |
| 23   | Championnat d'Asie sur route espoirs           | Japon | CC     | Mehdi Rajabi          | Équipe nationale d'Iran espoirs      |
| 24   | Championnat d'Asie sur route                   | Japon | CC     | Cheung King Lok       | Équipe nationale de Hong Kong        |

### Février
| Date  | Course               | Pays                | Classe | Vainqueur                   | Équipe           |
| ----- | -------------------- | ------------------- | ------ | --------------------------- | ---------------- |
| 3-6   | Dubaï Tour           | Émirats arabes unis | 2.HC   | Marcel Kittel               | Etixx-Quick Step |
| 8-12  | Tour du Qatar        | Qatar               | 2.HC   | Mark Cavendish              | Dimension Data   |
| 16-21 | Tour d'Oman          | Oman                | 2.HC   | Vincenzo Nibali             | Astana           |
| 18-21 | Tour des Philippines | Philippines         | 2.2    | Oleg Zemlyakov              | Vino 4-ever SKO  |
| 24-2  | Tour de Langkawi     | Malaisie            | 2.HC   | Reinardt Janse van Rensburg | Dimension Data   |

### Mars
| Date | Course         | Pays           | Classe | Vainqueur     | Équipe                |
| ---- | -------------- | -------------- | ------ | ------------- | --------------------- |
| 6-10 | Tour de Taïwan | Taipei chinois | 2.1    | Robbie Hucker | Avanti IsoWhey Sports |

### Avril
| Date | Course            | Pays      | Classe | Vainqueur | Équipe        |
| ---- | ----------------- | --------- | ------ | --------- | ------------- |
| 1-6  | Tour de Thaïlande | Thaïlande | 2.2    | Ben Hill  | Attaque Gusto |

### Mai
| Date  | Course                    | Pays      | Classe | Vainqueur         | Équipe           |
| ----- | ------------------------- | --------- | ------ | ----------------- | ---------------- |
| 4-7   | Tour de l'Ijen            | Indonésie | 2.2    | Jai Crawford      | Kinan            |
| 13-18 | Tour d'Iran - Azerbaïdjan | Iran      | 2.1    | Samad Poor Seiedi | Tabriz Shahrdari |
| 19-23 | Tour de Florès            | Indonésie | 2.1    | Daniel Whitehouse | Terengganu       |
| 29-5  | Tour du Japon             | Japon     | 2.1    | Óscar Pujol       | Ukyo             |

### Juin
| Date  | Course         | Pays         | Classe | Vainqueur   | Équipe             |
| ----- | -------------- | ------------ | ------ | ----------- | ------------------ |
| 5-12  | Tour de Corée  | Corée du Sud | 2.1    | Grega Bole  | Nippo-Vini Fantini |
| 16-19 | Tour de Kumano | Japon        | 2.2    | Óscar Pujol | Ukyo               |

### Juillet
| Date  | Course              | Pays      | Classe | Vainqueur         | Équipe          |
| ----- | ------------------- | --------- | ------ | ----------------- | --------------- |
| 17-30 | Tour du lac Qinghai | Chine     | 2.HC   | Sergiy Lagkuti    | Kolss-BDC       |
| 30    | Tour de Jakarta     | Indonésie | 2.2    | Amir Kolahdozhagh | Pishgaman Giant |

### Août
| Date | Course            | Pays      | Classe | Vainqueur         | Équipe          |
| ---- | ----------------- | --------- | ------ | ----------------- | --------------- |
| 6-14 | Tour de Singkarak | Indonésie | 2.2    | Amir Kolahdozhagh | Pishgaman Giant |

### Septembre
| Date  | Course           | Pays  | Classe | Vainqueur        | Équipe                      |
| ----- | ---------------- | ----- | ------ | ---------------- | --------------------------- |
| 1-3   | Tour de Hokkaido | Japon | 2.2    | Nariyuki Masuda  | Utsunomiya Blitzen          |
| 9-16  | Tour de Chine I  | Chine | 2.1    | Raffaello Bonusi | Androni Giocattoli-Sidermec |
| 18-25 | Tour de Chine II | Chine | 2.1    | Marco Benfatto   | Androni Giocattoli-Sidermec |

### Octobre
| Date  | Course           | Pays                | Classe | Vainqueur       | Équipe            |
| ----- | ---------------- | ------------------- | ------ | --------------- | ----------------- |
| 2     | Tour d'Almaty    | Kazakhstan          | 1.1    | Alexey Lutsenko | Astana            |
| 18-22 | Jelajah Malaysia | Malaisie            | 2.2    | Arvin Moazemi   | Pishgaman Giant   |
| 20-23 | Tour d'Abou Dabi | Émirats arabes unis | 2.1    | Tanel Kangert   | Astana            |
| 23    | Japan Cup        | Japon               | 1.HC   | Davide Villella | Cannondale-Drapac |

### Épreuves annulées
| Date          | Course            | Pays       | Classe | Cause               |
| ------------- | ----------------- | ---------- | ------ | ------------------- |
| 16-20 mars    | Tour du Sarawak   | Malaisie   | 2.2    | Raisons financières |
| 25 août       | Tour d'Öskemen    | Kazakhstan | 1.2    |                     |
| 29 août       | Tour de Bourabaï  | Kazakhstan | 1.2    |                     |
| 12 septembre  | Tour de Baïkonour | Kazakhstan | 1.2    |                     |
| 1er octobre   | Tour de Kapchagaï | Kazakhstan | 1.1    |                     |
| 11-15 octobre | Tour de Bornéo    | Malaisie   | 2.2    |                     |

## Classements
| Rang | Coureur                      | Pays        | Équipe             | Points |
| ---- | ---------------------------- | ----------- | ------------------ | ------ |
| 1    | Mark Cavendish               | Royaume-Uni | Dimension Data     | 800    |
| 2    | Peter Sagan                  | Slovaquie   | Tinkoff            | 600    |
| 3    | Giacomo Nizzolo              | Italie      | Trek-Segafredo     | 488    |
| 4    | Edvald Boasson Hagen         | Norvège     | Dimension Data     | 455    |
| 5    | Alexander Kristoff           | Norvège     | Team Katusha       | 425    |
| 6    | Tom Boonen                   | Belgique    | Etixx-Quick Step   | 400    |
| 7    | King Lok Cheung              | Hong Kong   | Orica-BikeExchange | 365    |
| 8    | Tony Martin                  | Allemagne   | Etixx-Quick Step   | 350    |
| 9    | Vincenzo Nibali              | Italie      | Astana Pro Team    | 343    |
| 10   | Mirsamad Pourseyedigolakhour | Iran        | Tabriz Shahrdari   | 333    |

| Rang | Équipe                | Pays       | Points |
| ---- | --------------------- | ---------- | ------ |
| 1    | Pishgaman Giant       | Iran       | 915    |
| 2    | Tabriz Shahrdari      | Iran       | 884    |
| 3    | Kolss-BDC             | Ukraine    | 794    |
| 4    | Vino 4-ever SKO       | Kazakhstan | 631    |
| 5    | Ukyo                  | Japon      | 571    |
| 6    | Nippo-Vini Fantini    | Italie     | 548    |
| 7    | Terengganu            | Malaisie   | 455    |
| 8    | Avanti IsoWhey Sports | Australie  | 436    |
| 9    | Drapac                | Australie  | 393    |
| 10   | Kinan                 | Japon      | 355    |

| Rang | Pays           | Points |
| ---- | -------------- | ------ |
| 1    | Iran           | 1 587  |
| 2    | Kazakhstan     | 1 451  |
| 3    | Japon          | 884    |
| 4    | Corée du Sud   | 718    |
| 5    | Hong Kong      | 555    |
| 6    | Mongolie       | 263    |
| 7    | Malaisie       | 201    |
| 8    | Indonésie      | 154    |
| 9    | Koweït         | 143    |
| 10   | Chine          | 141    |
| 10   | Taipei chinois | 141    |

| Rang | Pays         | Points |
| ---- | ------------ | ------ |
| 1    | Corée du Sud | 381    |
| 2    | Kazakhstan   | 362    |
| 3    | Iran         | 173    |
| 4    | Hong Kong    | 140    |
| 5    | Mongolie     | 125    |
| 6    | Koweït       | 123    |
| 7    | Ouzbékistan  | 76     |
| 8    | Liban        | 69     |
| 9    | Viêt Nam     | 60     |
| 10   | Japon        | 43     |